# 小野寺吟雲
小野寺 吟雲（おのでら ぎんう、2010年2月15日 - ）は、日本のスケートボード選手。神奈川県横浜市出身。2023年開催のエックスゲームズの史上最年少金メダリスト。2024年パリオリンピックスケートボード日本人最年少代表。名前は「龍吟雲起」という禅語に由来し、「人を超越したようなすごい存在になってほしい」という願いが込められているという。〝スケートボード界の神〟とも呼ばれるホークに「ゲームのキャラのように、あり得ない技の組み合わせで滑る。魔法のようだ」と高評価かつスケボー界の未来だと称えられた唯一の日本人。その他ナイジャヒューストンをはじめトッププロに天才と唸らせ一目置かれる存在。

## 経歴
7歳でスケートボードを始め、2022年11月には、日本スケートボード選手権大会で優勝。当時12歳での優勝は最年少記録となった。
2023年2月開催の世界選手権では、銅メダルを獲得、「スケートボード・ストリート世界選手権の最年少メダリスト」としてギネス世界記録に認定される。同年5月開催のエックスゲームズ千葉大会でも金メダルを獲得し、「Ｘゲームズスケートボード・ストリート最年少金メダリスト」としてギネス世界記録に認定された。
2024年7月、2024年パリオリンピックスケートボード男子ストリートに出場したが、当日パリの異常気象による熱波が影響し熱中症の状態に陥り全体14位で決勝進出はかなわなかった。しかしながら、史上最年少出場や世界ランキング1位という数々の偉業を成し遂げ、世界中に多くのファンを魅力し続けている圧倒的存在感を放っている。

## CM
- ニベア花王「ニベアクリーム」（2024年9月 - ）